# Route nationale 9 (Francia)
La route nationale 9 (RN 9 o N 9) è una strada nazionale lunga 591 km che parte da Moulins e termina al colle del Perthus. Venne creata nel 1824 per collegare Parigi con Perpignano e la Spagna. Oggi è stata quasi completamente declassata a strada dipartimentale, tanto che dal 2014 rimangono solo 21 km con lo status di strada nazionale.

## Percorso
La N9 si stacca dalla N7 (proveniente da Parigi) a Moulins e si muove verso sud dapprima lungo l’Allier e in seguito lungo la Sioule. A Gannat si trovava l'incrocio con la RN9a. Aggira i centri di Aigueperse e Riom e guinge a Clermont-Ferrand: fino a questo punto ha il nome di D2009, ma all’interno di tale città si chiama D2099 e, una volta uscita da essa, la strada assume le denominazione di D978 prima e D797 poi. In questo tratto riprende a seguire la valle dell’Allier e viene affiancata dall’autostrada A75.
Dopo aver attraversato Issoire diviene D909. Proseguendo in direzione sud risale la valle dell’Alagnon per poi abbandonarla a Massiac. Ormai in territorio montuoso, la strada passa per il col de la Fageole e scende a Saint-Flour. Supera il fiume Truyère di fronte al Viadotto di Garabit. Nella Lozère cambia nome in D809 e serve Saint-Chély-d'Apcher, dopo il quale attraversa il Parco Naturale Regionale dell’Aubrac. Tocca Marvejols e la cittadina di Millau, nel Parco Naturale Regionale dei Grands Causses.
Dopo Lodève, col nome di D609, esce dal Massiccio Centrale. Segue il fiume Peyne fino a Pézenas, dopodiché vi è una sezione in cui conserva il nome originario di N9. Superata Béziers (dove termina la A75) continua come D609 e poi come D6009. Attraversa Narbona e, continuando verso sud come D900, Perpignano. Successivamente raggiunge il colle del Perthus, dove si trova il confine con la Spagna e la N9 lascia posto alla carretera nacional N-2.